# Домулжаны
Домулжаны (рум. Domulgeni, Домулджень) — село в Флорештском районе Молдавии. Относится к сёлам, не образующим коммуну. До 1991 года село носило название Домулужаны, однако по заключению Государственного Национального университета Республики Молдовы (Universitatea de stat din Moldova), данное название было признано ошибочным, в следствии чего распоряжением районной администрации Флорештского района селу было определено название Домулжаны.

## География
Село расположено на реке Реут на высоте 134 метра над уровнем моря.

## Население
По данным переписи населения 2004 года, в селе Домулджень проживает 1496 человек (737 мужчин, 759 женщин).
Этнический состав села:
| Национальность | Число жителей | Процентный состав |
| -------------- | ------------- | ----------------- |
| молдаване      | 1476          | 98,66             |
| украинцы       | 11            | 0,74              |
| русские        | 5             | 0,33              |
| румыны         | 3             | 0,2               |
| гагаузы        | 1             | 0,07              |
| Всего          | 1496          | 100 %             |